# Metoda Cardiff
Metoda Cardiff, inaczej karta ruchów płodu według Cardiff, metoda licz do dziesięciu – metoda, za pomocą której ciężarna kontroluje zdrowie płodu. Polega na liczeniu ruchów wykonywanych przez dziecko w ciągu dnia. Obserwacje te prowadzi się od 29. tygodnia ciąży.

## Prowadzenie zapisu

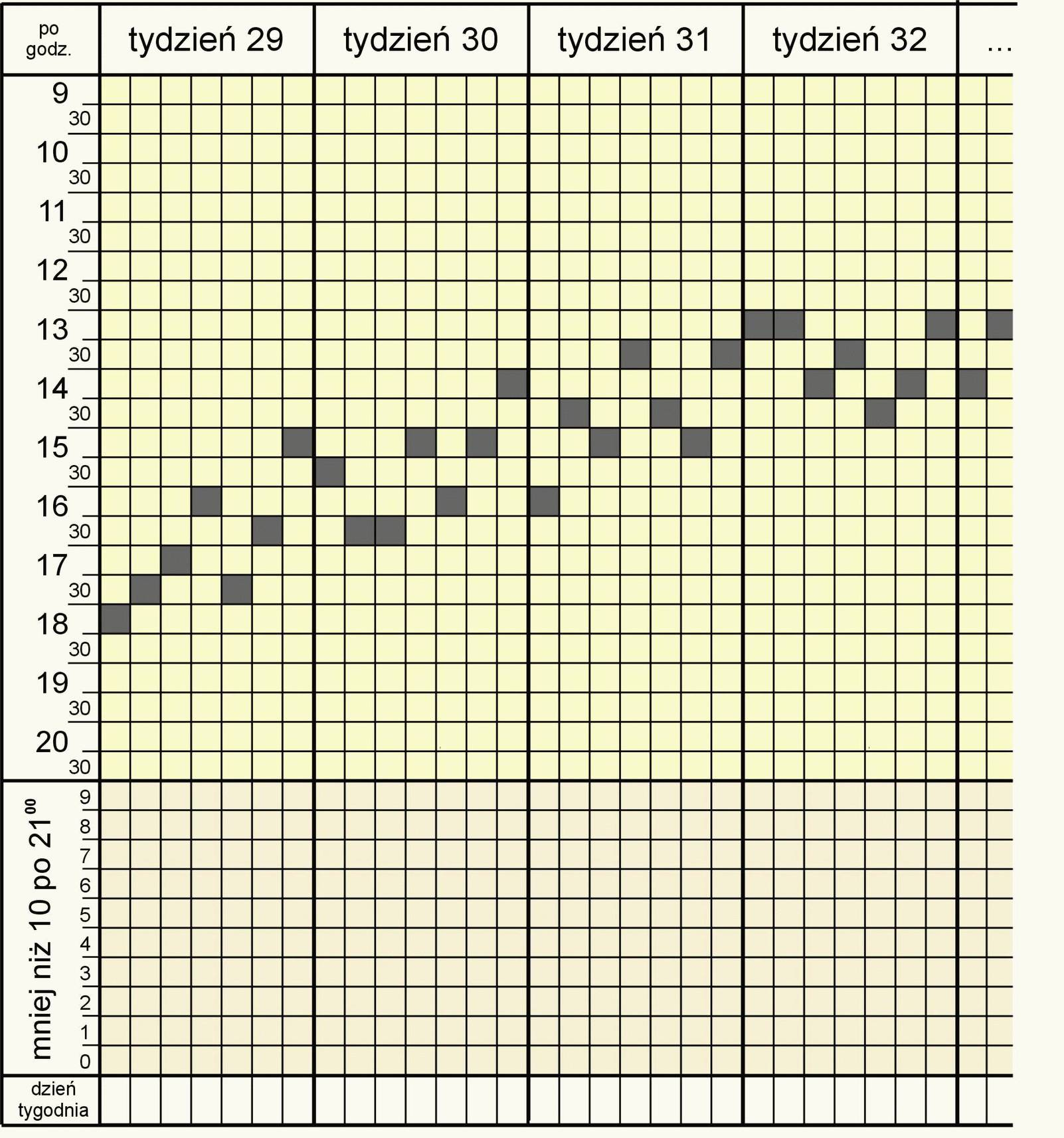
Początek tabeli do notowania ruchów płodu w metodzie Cardiff.

Liczenie rozpoczyna się od godziny 900 rano. Notuje się, o której godzinie nastąpił 10. ruch płodu (z dokładnością do 30 min). Wynik nanosi się na wykres, na którego osi poziomej są kolejne dni ciąży, a na pionowej czas podzielony na półgodzinne okresy.

### Przykład
Gdy 10. ruch wystąpi o godzinie 1410, zaznacza się na wykresie obszar pomiędzy godziną 1400 a 1430.
Jeżeli do godziny 2100 nie wystąpił 10. ruch płodu, to w specjalnym dodatkowym dolnym obszarze wykresu stawia się znak przy takiej liczbie ruchów płodu, jaką naliczono do godziny 2100.

## Interpretacja wykresu
Wykres początkowo jednostajnie wznosi się, gdyż aktywność ruchowa dziecka w macicy wzrasta, i matka liczy 10. ruch coraz wcześniej (przed południem). W ostatnich kilku tygodniach ciąży krzywa wykresu opada; tłumaczy się to tym, że rosnące dziecko ma coraz mniej miejsca w macicy i matka odczuwa w związku z jego ruchami raczej ucisk niż kopnięcia, więc później zliczy 10 ruchów.
Należy się skonsultować z lekarzem, jeżeli:
- w ciągu 2 kolejnych dni odczuwa się mniej niż 10 ruchów płodu;
- w ciągu jednego dnia nie odnotowuje się żadnych ruchów płodu.